# Kanton Orléans-Carmes
Der Kanton Orléans-Carmes war von 1806 ein französischer Kanton im Arrondissement Orléans im Département Loiret in der Region Centre-Val de Loire; sein Hauptort war Orléans.
Der Kanton bestand aus einem Teil der Stadt Orléans. Die Bevölkerungszahl von Orléans betrug 2005 insgesamt 113.237 Einwohner, die des Kantons 18.438 Einwohner (Stand 1. Januar 2012). Zum Kanton gehörten die Stadtteile:
- Carmes – Bannier
- Madeleine